# Grecia en los Juegos Olímpicos de Múnich 1972
Grecia estuvo representada en los Juegos Olímpicos de Múnich 1972 por un total de 60 deportistas que compitieron en 9 deportes.  
El portador de la bandera en la ceremonia de apertura fue el atleta Jristos Papanikoláu.

## Medallistas
El equipo olímpico griego obtuvo las siguientes medallas:
| Nombre              | Deporte            | Competición |
| ------------------- | ------------------ | ----------- |
| Oro                 |                    |             |
| —                   |                    |             |
| Plata               |                    |             |
| Petros Galaktópulos | Lucha grecorromana | 74 kg M     |
| Ilías Jatzipavlís   | Vela               | Finn M      |
| Bronce              |                    |             |
| —                   |                    |             |